# Actensammlung aus der Zeit der Helvetischen Republik
Die Actensammlung aus der Zeit der Helvetischen Republik (ASHR, auch Amtliche Sammlung der Acten aus der Zeit der Helvetischen Republik (1798–1803) im Anschluss an die Sammlung der ältern eidg. Abschiede) ist eine 1876 vom Schweizerischen Bundesrat in Auftrag gegebene und von Johannes Strickler und Alfred Rufer erarbeitete Edition von Akten über die Zeit der Helvetischen Republik (1798–1803). Nach dem Tod von Strickler 1910 wurde das Werk ab 1921 bis 1966 von Alfred Rufer fertiggestellt.

## Geschichte

Flagge der Helvetischen Republik

Nach der Gründung des Schweizerischen Bundesstaats zeigten sich dessen Exponenten vermehrt an historischen Quellen interessiert. Schon 1856 erschien die Amtliche Sammlung der ältern Eidgenössischen Abschiede, ab 1886 widmete sich die Aktensammlung aus der Zeit der Helvetischen Republik den Zeugnissen aus der Helvetik, worauf 1877 die Quellen zur Schweizer Geschichte und ab 1898 die Sammlung Schweizerischer Rechtsquellen folgten.
Basis der Abschriften für die ASHR bildete das Zentralarchiv der Helvetischen Republik im Schweizerischen Bundesarchiv. Die ASHR wiederum erleichterte der Forschung in der Folge den Zugang zu den Akten einer Epoche, bei der es sich nach Ansicht der Herausgeber um «eine der weitaus wichtigsten Perioden unserer Geschichte handelt, deren politischen Ideen sich überdies unsere heutigen wieder sehr genähert haben, mehr als es zu irgendeiner Zeit vor und seit 1803 der Fall gewesen ist».
Mit der Edition der ASHR beauftragte der Bundesrat 1876 den ehemaligen Zürcher Staatsarchivar Johannes Strickler (1835–1910). Zwischen 1883 und 1903 stellte dieser die Bände 1 bis 10 – die «politische Serie» – zusammen; sie erschien zwischen 1886 und 1905. 1911, ein Jahr nach Stricklers Tod, konnte der erste Band der «kulturhistorischen Serie» posthum publiziert werden. Alfred Rufer (1885–1970) übernahm Stricklers Arbeiten 1921 und brachte sie zum Abschluss (Bände 12 bis 16, die «kulturhistorische Serie»). Der letzte Band erschien 1966.
Herausgegeben wurde die Sammlung vom Schweizerischen Bundesarchiv, finanziert wurde sie vom Bund. Aufgrund mangelnder Mittel verzögerte sich jedoch die Publikation der letzten Bände, bis sie dank finanzieller Unterstützung durch den Schweizerischen Nationalfonds zur Förderung der wissenschaftlichen Forschung fertiggestellt werden konnte. Der «Redaktor» der ASHR wirkte zwar in einem «Anstellungsverhältnis» im Bundesarchiv, ernannt wurde er jedoch vom Bundesrat.
Die Herausgeber entschieden, Einleitungen, Übersichtsdarstellungen und Kontextinformationen in deutscher Sprache zu veröffentlichen, die Quellenauszüge jedoch in der jeweiligen Originalsprache abzudrucken.

## Inhalt
Die ASHR unterteilt sich in zwei Serien: Die «staatsrechtliche (politische) Serie», die zwischen 1886 und 1905 herausgegeben wurde und die Quellen in chronologischer Reihenfolge wiedergab und kontextualisierte. Im Fokus dieser Serie stehen Quellen zur helvetischen Gesetzgebung, «wobei die in den officiellen Amtsblättern [...] enthaltenen Gesetze, Beschlüsse und Proclamationen, mit Ausscheidung des ganz Unwesentlichen [...] den Text an Stelle der Abschiede zu bilden haben und mit Einleitungen, Noten und Zwischensatzen historischer Natur zu begleiten sind».
Die daran anschliessende «kulturhistorische Serie» der Jahre 1911 bis 1966 stellt dem ursprünglichen Ansinnen gemäss ein «culturhistorisches Werk über die einheitliche Administration der Helvetik, enthaltend die [...] auf die Verwaltung und besonders die culturhistorischen Ideen der helvetischen Zeit bezüglichen wesentlichen Actenstücke, Projecte und Publicationen jeder Art». dar und bietet damit einen thematischen Überblick über Themenfelder wie Armenpflege, Sanität, Wirtschaft, Infrastruktur, Bildung oder Religion.

### Staatsrechtliche (politische) Serie (1886–1905)
- Bd. 1 (1886): October 1797 bis Ende Mai 1798.
- Bd. 2 (1887): Juni bis September 1798.
- Bd. 3 (1889): October 1798 bis März 1799.
- Bd. 4 (1892): April bis September 1799.
- Bd. 5 (1895): October 1799 bis 8. August 1800.
- Bd. 6 (1897): 9. August 1800 bis Mai 1801.
- Bd. 7 (1899): Juni 1801 bis Mai 1802.
- Bd. 8 (1902): Juni bis September 1802.
- Bd. 9 (1903): October 1802 bis Anfang Juli 1803.
- Bd. 10 (1905): Register und Anhänge zu Band 1–10.

Sämtliche Bände dieser Serie wurden von Johannes Strickler bearbeitet und von der Stämpfli’schen Buchdruckerei bzw. der Buchdruckerei Stämpfli & Cie. in Bern gedruckt.

### Kulturhistorische Serie (1911–1966)
- Bd. 11 (1911): Der kulturhistorischen Serie I. Band (I: Das Land; II: Staatsorgane und deren Hülfsmittel, III: Das Volk und die Bevölkerungsklassen; IV: Gemeindewesen; V: Armenpflege; VI: Unterstützungswesen).
- Bd. 12 (1940): Der kulturhistorischen Serie II. Band (I: Grundlagen des neuen Staatshaushalts; II: Verproviantierung).
- Bd. 13 (1947): Der kulturhistorischen Serie III. Band (I: Die Medicinalpolizei; II: Die Veterinärpolizei).
- Bd. 14 (1957): Der kulturhistorischen Serie IV. Band (I: Landwirtschaft; II: Forstwesen; III: Jagd und Fischerei; IV: Bergwerke; V: Gewerbe und Handwerke).
- Bd. 15 (1964): Der kulturhistorischen Serie V. Band (I: Textilindustrie; II: Ziegelbrennerei und Glasfabrikation; III: Erfindungen; IV: Handel; V: Das Zollwesen; VI: Masse und Gewichte; VII: Münzwesen, VIII: Bauwesen; IX: Transportanstalten; X: Strassenwesen, XI: Bergstrassen; XII: Brückenbau; XIII: Wasserbauten).
- Bd. 16 (1966): Der kulturhistorischen Serie VI. Band (I: Das öffentliche Erziehungswesen; II: Literatur und Kunst; III: Kirchenwesen; IV: Enquêten).

Band 11 wurde noch von der Buchdruckerei Stämpfli & Cie. in Bern hergestellt, als Bearbeiter wird Johannes Strickler aufgeführt. Die weiteren Bände der kulturhistorischen Serie von Alfred Rufer produzierte die Buchdruckerei Fragnière Frères in Freiburg.